# Et Giftermaal med Forhindringer
Et Giftermaal med Forhindringer er en amerikansk stumfilm fra 1916 af Clarence Badger og Bert Lund.

## Medvirkende
- Sylvia Ashton
- Helen Bray
- George Felix
- Reggie Morris
- Della Pringle